# Dennis Mortimer
Dennis Mortimer (Liverpool, 5 de abril de 1952) é um futebolista Inglês e ex-capitão do Aston Villa, onde fez 405 partidas, sendo o décimo jogador com mais partidas pelo clube. Ele fez quase 600 aparições na Liga de Futebol jogando por Coventry City, Aston Villa, Sheffield United, Brighton & Hove Albion e Birmingham City.

## Títulos
- Football League: 1980–81
- Copa da Liga Inglesa: 1977
- Copa da Liga Inglesa: 1977